# قدموس
قدموس أو قدمُس (باليونانية: κάδμος) في الأساطير الإغريقية هو أول ملوك ثيفا ومكتشفها، ويعتبر أول الأبطال اليونايين وأحد أعظم المحاربين في فترة ما قبل هرقل إلى جانب بيرسيوس قاطع رأس ميدوسا وبيليروفون قاتل كمير.
يشتهر قدموس بأنه أمير فينيقي، ابن أجينور ملك صيدا من ملكة صور تيليفاسا، وأخ كلّ من فينيكس، سيليكس وأوروبا. أرسله والديه للبحث عن أخته أوروبا وإعادتها إلى صور بعد إن اختطفها الإله زيوس من شواطئ فينيقيا.

## التسمية
أصل الاسم قدموس بالتأكيد فينيقي ويعتقد أن معناه القادم أو بالتحديد القادم من الشرق لكن هذا ليس مؤكدا بدلائل علمية أو لغوية.

## الأصول
يعتبر الموطن الأصلي لقدموس فينيقيا، حسب ما يقول المؤرخ أبولودوس الأثيني، ولكنه يعرّف أحيانًا على أنه أتى من صور، صيدا وأحيانًا أخرى من طيبة في مصر. هناك خلاف أيضًا على هوية والديه، حيث تشير بعض الروايات إلى ابن «أنيتوب ابنة بيلوس»، أو «أرغيوب ابنة نيلوس» أو «فينيكس».

## البحث عن أوروبا
حزن أجينور جدا على فقدان ابنته أوروبا التي اختطفها زيوس وهرب بها إلى كريت. لذلك دفع بأبنائه للبحث عنها والعودة بها، ورافقتهم أمهم تيليفاسا في بحثهم هذا. وقد وصلوا في سفرهم إلى اليونان، إلى جزيرة ثيرا التي كانت تدعى يومها كاليستي فتبرعوا ببناء معبد وعلموا سكان الجزيرة فن الكتابة، كما وبقي قسم من المرافقين لهم في رحلتهم ومنهم ممبلياروس في ثيرا وتابع البقية رحلة بحثهم.
عندما وصلوا إلى جزيرة ثاسوس بنوا مدينة وسموها بنفس الاسم، وتابعوا رحلتهم إلى ثراكين حيث ماتت تيليفاسا الأم، وبعد موتها عاد الأخوان فونيكس وكيليكس إلى فينيقيا بسبب عدم عثورهم على أختهم أوروبا وفقدانهم الأمل في ذلك. أما قدموس فتابع إلى دلفي وفي طريقه حط على إيبوئيا حيث بقي أغلب من رافقه عليها (حسب سترابون).
سأل قدموس النصيحة عند المتنبئين (العرافين) في دلفي (أوراكل دلفي) فقالوا له إن عليه أن ينهي البحث عن أخته، وبدلا عن بحثه هذا، عليه أن يبحث عن بقرة ذات علامة بيضاء ويلحق بها وفي مكان راحتها ورعيها عليه أن يبني ويؤسس مدينة. غادر قدموس مغارة المتنبئين وراى فورا تلك البقرة (ذات العلامة البيضاء) بين أبقار بيلاغون. لحقها لمسافة طويلة حتى توقفت لترعى وترتاح. طلب من مرافقيه جلب الماء من النبع القريب ليقدم قربان شكر لزيوس. لكن الغابة حيث النبع كانت مسكونة ومحمية من تنين آريز إله الحرب المرعب عند الإغريق. قتل هذا التنين الرجال الذين أرسلهم قدموس أثناء جلبهم للماء. انتظر قدموس تابعيه طويلا وعند عدم عودتهم ذهب بنفسه لرؤية ماحدث فالتقى بالتنين الذي كان ما زال يلتهم بقايا ضحاياه، وفي صراع دامي استخدم فيه قدموس الرمح وصخرة ورمح رمي، استطاع قتل ذلك الوحش. فنزلت بالاس آثينا إلى قدموس وأمرته أن يزرع نصف أسنان التنين في الأرض (النصف الآخر أعطاه لآيتيس: ابن هيليوس وبرسي). نبتت الأسنان رجالا تصارعت فيما بينها حتى بقي منها خمسة فقط (الأسبارطيون (باليونانية القديمة: المزروعون) وهم آباء الطيبيين وأصولهم). اتفق هؤلاء وقدموس على السلام وتعاهدوا عليه وأحدهم كان إيخيون (أحد الأربعين الذين إختبؤوا في حصان طروادة) وهو زوج أغوئي ووالد بنثيوس.
بنى هؤلاء الخمسة مع قدموس مدينة كما أمره أبولو من خلال المتنبئين (أوراكل دلفي) وسموها قدموس وبعدها سميت نفس المدينة (ثيبن - ثيفا - طيبة) ووجب على قدموس خدمة آريز 8 سنوات لأنه قتل التنين. بعد نهاية هذه المدة أصبح ملك ثيبن (ثيفا) وأعطته آثينا تاج المدينة وعرشها. كما وأعطاه زيوس هرمونيا ابنة أفروديت من آريز كزوجة له. حضر كل آلهة جبل الأوليمب حفل زواجهما وغنت فيه إلهات الإلهام.
أهدى قدموس زوجته الوشاح والسلسال المشهورين الذين حصل عليهما من هيفيستوس. ولد لقدموس وهرمونيا أربع بنات: أوتونوئي وإينو وسيميلي وأغوئي وولد اسمه بوليدوروس. أعطى قدموس عرشه لحفيده بيثيوس ابن أغوئي وغادر ثيبن قائدا مع هرمونيا جيشا محاربا للإليرييرين. في النهاية تحول قدموس وهرمونيا (تحت رغبتهم) إلى ثعبانين نقلهما زيوس إلى إليسيون (جزيرة الآلهة الأبديين في أقصى غرب قرص الأرض)

## اقرأ أيضا
- إبيروس